# 1919年シーズンのグリーンベイ・パッカーズ
1919年は、グリーンベイ・パッカーズのチーム創設1年目のシーズン。
チームはインディアン・パッキング・カンパニーの援助を受けて、カーリー・ランボーとジョージ・ホイットニー・カルフーンによって結成された。ランボーが現代フットボールにおけるヘッドコーチの役割を担っていたキャプテンに就任し、形式上のヘッドコーチにはウィラード・ライアンが就任した。
1年目の成績は、ウィスコンシン州やミシガン州の地域チームを相手に10勝1敗であった。

## 設立
伝承によると、カーリー・ランボーは高校で優秀なフットボールプレーヤーであったが、大学1年時に扁桃腺炎をこじらせて、退学を余儀なくされた。それでもフットボールを続けたかったランボーは1919年夏に新聞社の編集員のジョージ・ホイットニー・カルフーンと何気ない会話をした時に自分のチームを結成することを決意した。ランボーとカルフーンの会話の数週間後には新聞に選手募集の広告を載せ、1919年8月11日、新聞社に集まった選手によって、後にグリーンベイ・パッカーズとなるチームが結成された。

## 援助及びチーム名
チームはユニフォームや用具を買う資金が必要だったので、ランボーが勤務していたインディアン・パッキング・カンパニーに援助を申し出たところ、会社にちなんだチーム名にすることと引き換えに500ドルの援助と会社敷地の空き地で練習をすることを許可した。チームは当初、会社名から「グリーンベイ・インディアンズ」と呼ばれていたが、いつしか「グリーンベイ・パッカーズ」と呼ばれるようになり、それが定着した。

## 参照